# سولاسونین
سولاسونین (به انگلیسی: Solasonine) با فرمول شیمیایی C45H73NO16 یک ترکیب شیمیایی است. که جرم مولی آن ۸۸۴٫۱ g/mol می‌باشد. 